# Мисс Бейкер
Мисс Бейкер (англ. Miss Baker; 1957 — 29 ноября 1984) — обезьяна-самка саймири, вместе с обезьяной-самкой макак-резус Эйбл (Able) 28 мая 1959 года запущенная с мыса Канаверал в космос.

## Биография

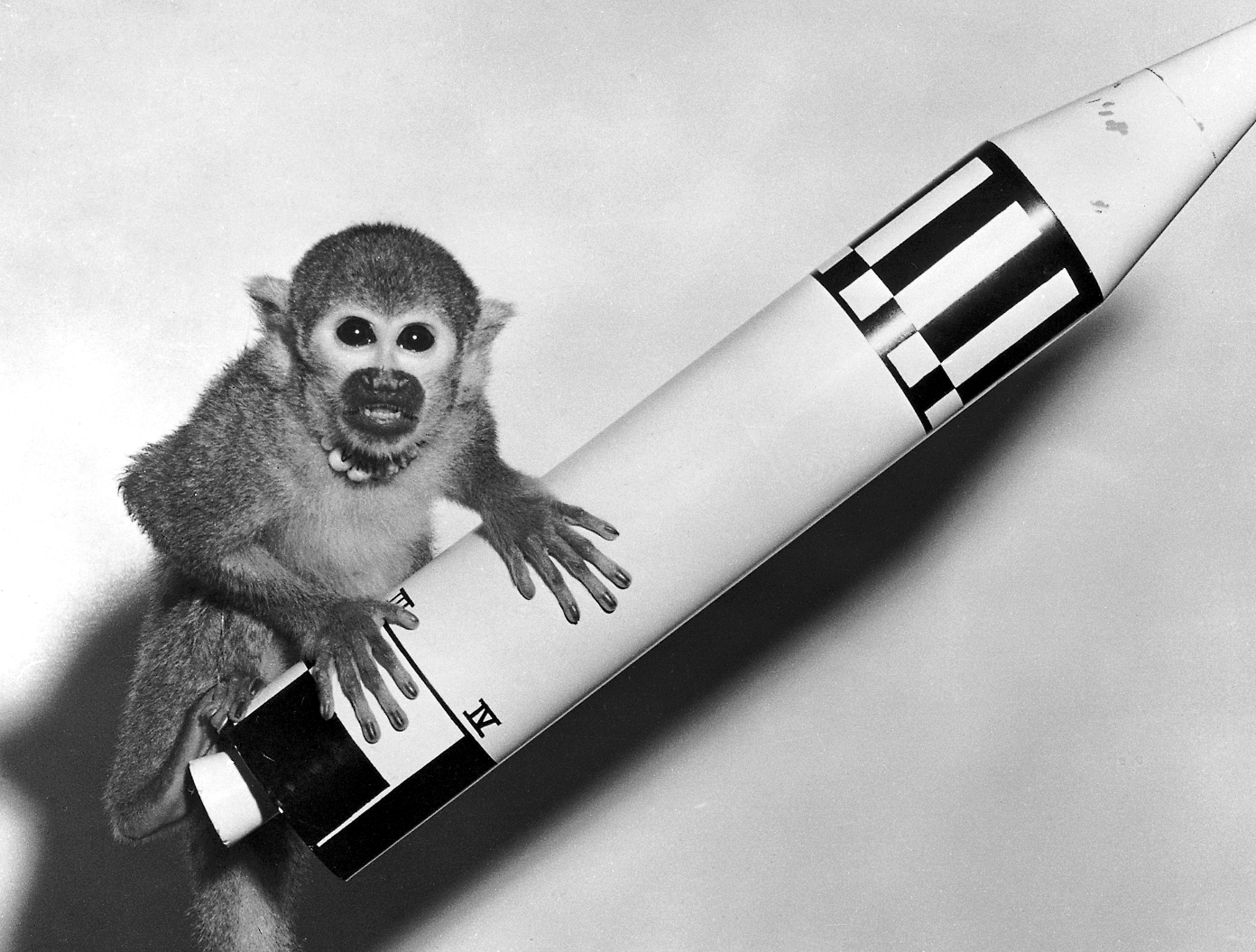
Мисс Бейкер с моделью ракеты-носителя

Обезьяны благополучно приземлились. Полёт был суборбитальным, и они стали первыми обезьянами, вернувшимися на Землю из космоса. Эйбл вскоре после приземления погибла: когда врачи снимали с неё вживлённые датчики, она не вынесла анестезии.
Бейкер до 1971 года жила в Военно-морском аэрокосмическом центре во Флориде (Naval Aerospace Medical Center; Pensacola), а затем — в Американском ракетно-космическом центре (Хантсвилл, Алабама), где она развлекала посетителей музея и получала по 100—150 писем в день от школьников.
Бейкер дожила до 1984 года и скончалась в возрасте 27 лет.

## Известность

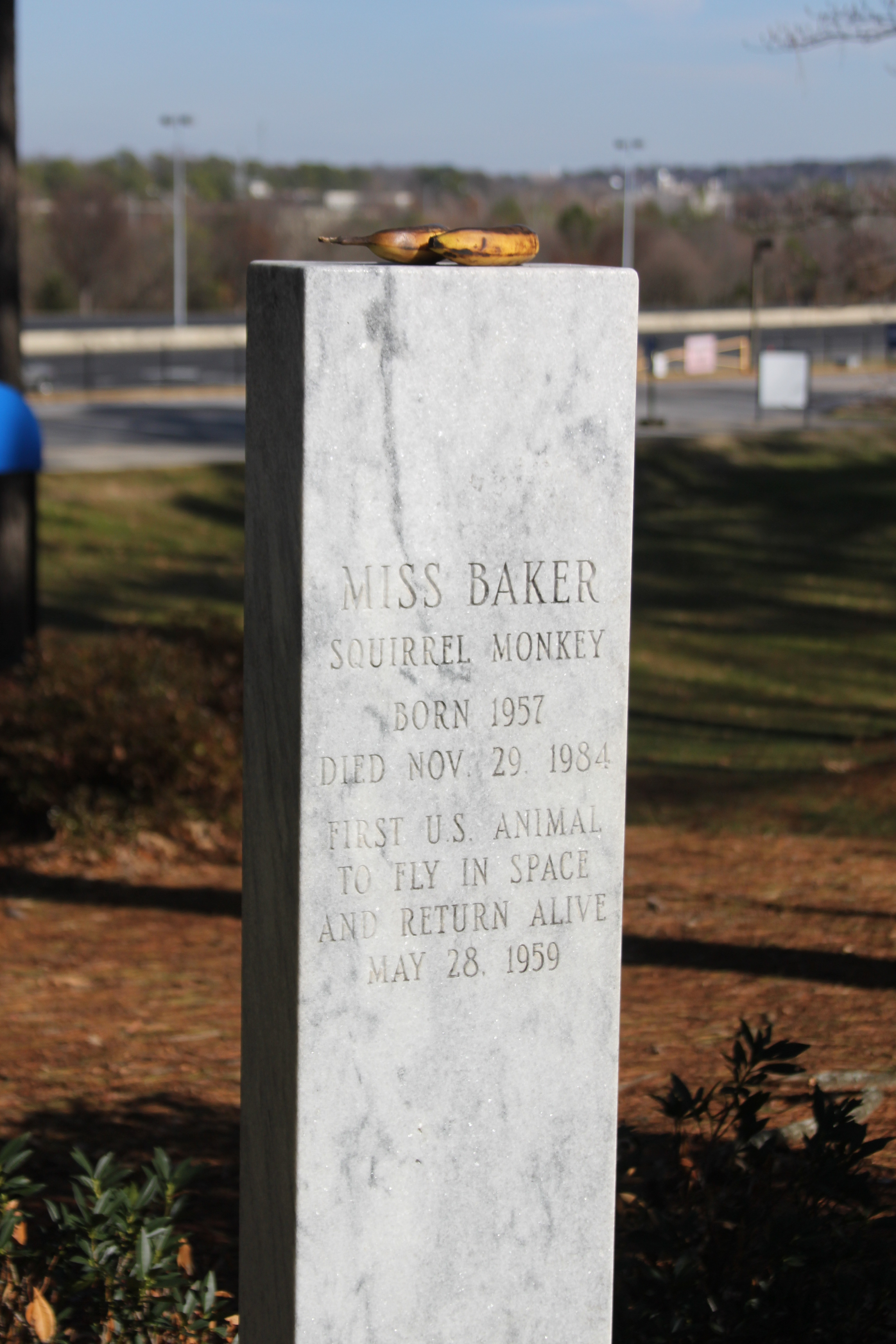
Памятник на могиле Мисс Бейкер. На нём лежит свежий банан

Мисс Бейкер появилась на обложке журнала Life, 15 июня 1959 года. В 1962 году была проведена церемония бракосочетания, и мисс Бейкер стала женой примата по имени Большой Джордж. Большой Джордж умер 8 января 1979 года, а спустя три месяца она стала женой примата по имени Норман. Мисс Бейкер отказалась носить белое свадебное платье, разорвав его.
В рамках празднования 25-летия её полёта в космос, её угощали любимыми продуктами — клубничным желатином и бананами, наряду с пожеланиями долгих лет от тысяч людей.
Бейкер прожила очень долго и умерла от почечной недостаточности. Даже через полвека после полёта благодарные почитатели вместо цветов оставляют на надгробии бананы.